# Parafia Matki Bożej Królowej Męczenników w Radulach
Parafia pw. Matki Bożej Królowej Męczenników w Radulach – rzymskokatolicka parafia należąca do dekanatu Kobylin, diecezji łomżyńskiej, metropolii białostockiej. Siedziba parafii mieści się w Radulach.

## Historia
Parafia została założona 1 listopada 1987 r. przez biskupa Juliusza Paetza z terytorium dotychczasowego samodzielnego ośrodka duszpasterskiego istniejącego w Radulach od 18 września 1985 r.

## Kościół parafialny
Kościół murowany pw. MB Królowej Męczenników razem z plebanią połączoną z kościołem zostały wybudowane w latach 1982-1989 z funduszy parafian, z inicjatywy ks. Piotra Zabielskiego. Kościół został pobłogosławiony 13 września 1987 r. przez biskupa Edwarda Samsela.
W latach 1995–2000 parafianie, pod kierownictwem ks. prob. Zdzisława Godlewskiego sfinansowali uzupełnienie wyposażenia kościoła oraz wykonanie ogrodzenia. Kościół nie jest konsekrowany.

## Obszar parafii
W granicach parafii znajdują się miejscowości:
- Radule,
- Leśniki,
- Pajewo
- Rzędziany.